# 1961年アメリカグランプリ
1961年アメリカグランプリ (1961 United States Grand Prix) は、1961年のF1世界選手権第8戦(最終戦)として、1961年10月8日にワトキンズ・グレン・グランプリ・サーキットで開催された。
F1世界選手権の一戦として3年目を迎えたアメリカGPは、本年からキャメロン・アーゲットシンガーによって創設されたワトキンズ・グレンで通年行われるようになった。シーズン最終戦はイネス・アイルランドが制し、コーリン・チャップマン率いるチーム・ロータスに初勝利をもたらした。アイルランドにとってはF1キャリアで唯一の勝利となった。アイルランドは8番手からスタートし、スターリング・モスのエンジンが壊れてリードを奪い、2位のダン・ガーニーに4.3秒差を付けて優勝した。

## レース概要
前戦イタリアGPでアメリカ人初のドライバーズチャンピオンを獲得したカリフォルニア州出身のフィル・ヒルにとって、本レースは凱旋レースになるはずだった。しかし、フェラーリは前戦イタリアGPのヴォルフガング・フォン・トリップスの事故死により、フィル・ヒルのドライバーズチャンピオンとコンストラクターズチャンピオンの二冠が決定したことで、本レースを欠場した。
ポルシェ2台を除く全車がクライマックスエンジンを使用し、クーパー・ワークスのジャック・ブラバムとロブ・ウォーカー・レーシングチームでロータスをドライブするモスの2台のみ開発途上のFWMV(V型8気筒)を使用することができた。モスは土曜日にFPF(直列4気筒)エンジンで1分18秒2、FWMV(V8)で1分17秒2を記録したが、決勝は古いFPFエンジンで臨むことを決めたため、2列目の3番グリッドでブルース・マクラーレンと並ぶことになった。ブラバムは1分17秒0でポールポジションを獲得した。BRMのグラハム・ヒルがモスとマクラーレンより0秒1速い2位で、ブラバムとフロントローに並ぶことになった。チーム・ロータスはジム・クラークが5位、アイルランドは8位だった。アイルランドは金曜日にステアリングの故障でスピンを喫し、翌日はギアボックスが故障したが、決勝までに修理が施された。多くの北米出身のドライバーがスポット参戦したが、地元ファンの期待に応えられず後方のグリッドに沈んだ。カナダ出身のピーター・ライアンは本レースが唯一のF1出走だったが、ウォルト・ハンスゲン、ロジャー・ペンスキー、ハップ・シャープ、ジム・ホール、ロイド・ルビーを抑えた。ペンスキーのマシンはデュポン・アンチフリーズの明るい黄色に塗られており、これがF1における最初のスポンサーシップとなった。
日曜日の決勝には28,000人(練習走行と予選を含めると60,000人)の観衆が集まり、スポンサーを喜ばせたことで将来のレース開催に弾みを付けた。1コーナーでブラバムがトップに立つが、1周目が終わる前にモスが追い抜いた。以下、アイルランド、グラハム・ヒル、ダン・ガーニー、マステン・グレゴリー、マクラーレンが続いた。3周目、アイルランドがストレートエンドに撒かれていたオイルでスピンして11位に後退するが、10周目に4位まで順位を戻した。レースの約3分の1が経過した34周目、首位ブラバムのV8エンジンが水漏れのため過熱してしまい、ブラバムはモスに首位の座を明け渡し、左エキゾーストから煙が噴き出したところでピットへ入り、水の補給を行いコースへ復帰したものの、過熱のダメージが大きかったためリタイアした。これでモスが首位を独走するが59周目に油圧が低下してリタイアとなり、アイルランドが首位に浮上した。アイルランドを追うグラハム・ヒルはマシンに問題を抱えて順位を落とし、ロイ・サルヴァドーリもエンジントラブルでリタイアとなり、アイルランドが優勝した。地元出身のガーニーが4.3秒差の2位、本レースをもってF1から引退したトニー・ブルックスが3位表彰台を獲得した。
アイルランドにとってはF1キャリア唯一の勝利で、かつチーム・ロータスの最初の勝利であった。そしてアメリカGPで初めて利益を出し、翌年の開催を確実なものとした。モスは翌年4月の開幕前に行われた非選手権レースのグローヴァー・トロフィー(グッドウッド・サーキット)で瀕死の重傷を負い引退したため、これが最後のF1世界選手権レース参戦となった。

## エントリーリスト
| チーム                                     | No. | ドライバー               | コンストラクター | シャシー | エンジン                                                 |
| ------------------------------------------ | --- | ------------------------ | ---------------- | -------- | -------------------------------------------------------- |
| クーパー・カー・カンパニー                 | 1   | ジャック・ブラバム       | クーパー         | T58      | クライマックス FWMV 1.5L V8                              |
| クーパー・カー・カンパニー                 | 2   | ブルース・マクラーレン   | クーパー         | T55      | クライマックス FPF 1.5L L4                               |
| ハップ・シャープ                           | 3   | ハップ・シャープ         | クーパー         | T53      | クライマックス FPF 1.5L L4                               |
| オーウェン・レーシング・オーガニゼーション | 4   | グラハム・ヒル           | BRM              | P48/57   | クライマックス FPF 1.5L L4                               |
| オーウェン・レーシング・オーガニゼーション | 5   | トニー・ブルックス       | BRM              | P48/57   | クライマックス FPF 1.5L L4                               |
| ジョン・M・ワイアット三世                  | 6   | ロジャー・ペンスキー     | クーパー         | T53      | クライマックス FPF 1.5L L4                               |
| R.R.C. ウォーカー・レーシングチーム        | 7   | スターリング・モス       | ロータス         | 18/21    | クライマックス FPF 1.5L L4 クライマックス FWMV 1.5L V8 1 |
| スクーデリア・フェラーリ SpA SEFAC         | 8   | フィル・ヒル 2           | フェラーリ       | 156      | フェラーリ Tipo178 1.5L V6                               |
| スクーデリア・フェラーリ SpA SEFAC         | 9   | リッチー・ギンサー 2     | フェラーリ       | 156      | フェラーリ Tipo178 1.5L V6                               |
| スクーデリア・フェラーリ SpA SEFAC         | 10  | ペドロ・ロドリゲス 2     | フェラーリ       | 156      | フェラーリ Tipo178 1.5L V6                               |
| ポルシェ・システム・エンジニアリング       | 11  | ヨアキム・ボニエ         | ポルシェ         | 718      | ポルシェ 547/3 1.5L F4                                   |
| ポルシェ・システム・エンジニアリング       | 12  | ダン・ガーニー           | ポルシェ         | 718      | ポルシェ 547/3 1.5L F4                                   |
| チーム・ロータス                           | 14  | ジム・クラーク           | ロータス         | 21       | クライマックス FPF 1.5L L4                               |
| チーム・ロータス                           | 15  | イネス・アイルランド     | ロータス         | 21       | クライマックス FPF 1.5L L4                               |
| J・ホィーラー・オートスポーツ              | 16  | ピーター・ライアン       | ロータス         | 18/21    | クライマックス FPF 1.5L L4                               |
| ジム・ホール                               | 17  | ジム・ホール             | ロータス         | 18       | クライマックス FPF 1.5L L4                               |
| ヨーマン・クレジット・レーシングチーム     | 18  | ジョン・サーティース     | クーパー         | T53      | クライマックス FPF 1.5L L4                               |
| ヨーマン・クレジット・レーシングチーム     | 19  | ロイ・サルヴァドーリ     | クーパー         | T53      | クライマックス FPF 1.5L L4                               |
| UDT・レイストール・レーシングチーム        | 21  | オリビエ・ジャンドビアン | ロータス         | 18/21    | クライマックス FPF 1.5L L4                               |
| UDT・レイストール・レーシングチーム        | 22  | マステン・グレゴリー     | ロータス         | 18/21    | クライマックス FPF 1.5L L4                               |
| ルィーズ・ブライデン＝ブラウン             | 23  | ケン・マイルス 2         | ロータス         | 18       | クライマックス FPF 1.5L L4                               |
| J・フランク・ハリソン                      | 26  | ロイド・ルビー           | ロータス         | 18       | クライマックス FPF 1.5L L4                               |
| モモ・コーポレーション                     | 60  | ウォルト・ハンスゲン     | クーパー         | T53      | クライマックス FPF 1.5L L4                               |
| ソース:                                    |     |                          |                  |          |                                                          |

追記
- タイヤは全車ダンロップ
- ^1 - モスは予選でV8エンジンと直列4気筒エンジンを併用したが、決勝は直列4気筒エンジンを使用した
- ^2 - エントリーしたが出場せず

## 結果

### 予選
| 順位    | No. | ドライバー               | コンストラクター        | タイム | 差    | グリッド |
| ------- | --- | ------------------------ | ----------------------- | ------ | ----- | -------- |
| 1       | 1   | ジャック・ブラバム       | クーパー-クライマックス | 1:17.0 | —     | 1        |
| 2       | 4   | グラハム・ヒル           | BRM-クライマックス      | 1:18.1 | + 1.1 | 2        |
| 3       | 7   | スターリング・モス       | ロータス-クライマックス | 1:18.2 | + 1.2 | 3        |
| 4       | 2   | ブルース・マクラーレン   | クーパー-クライマックス | 1:18.2 | + 1.2 | 4        |
| 5       | 14  | ジム・クラーク           | ロータス-クライマックス | 1:18.3 | + 1.3 | 5        |
| 6       | 5   | トニー・ブルックス       | BRM-クライマックス      | 1:18.3 | + 1.3 | 6        |
| 7       | 12  | ダン・ガーニー           | ポルシェ                | 1:18.6 | + 1.6 | 7        |
| 8       | 15  | イネス・アイルランド     | ロータス-クライマックス | 1:18.8 | + 1.8 | 8        |
| 9       | 18  | ジョン・サーティース     | クーパー-クライマックス | 1:18.9 | + 1.9 | 9        |
| 10      | 11  | ヨアキム・ボニエ         | ポルシェ                | 1:18.9 | + 1.9 | 10       |
| 11      | 22  | マステン・グレゴリー     | ロータス-クライマックス | 1:19.1 | + 2.1 | 11       |
| 12      | 19  | ロイ・サルヴァドーリ     | クーパー-クライマックス | 1:19.2 | + 2.2 | 12       |
| 13      | 16  | ピーター・ライアン       | ロータス-クライマックス | 1:20.0 | + 3.0 | 13       |
| 14      | 60  | ウォルト・ハンスゲン     | クーパー-クライマックス | 1:20.4 | + 3.4 | 14       |
| 15      | 21  | オリビエ・ジャンドビアン | ロータス-クライマックス | 1:20.5 | + 3.5 | 15       |
| 16      | 6   | ロジャー・ペンスキー     | クーパー-クライマックス | 1:20.6 | + 3.6 | 16       |
| 17      | 3   | ハップ・シャープ         | クーパー-クライマックス | 1:21.0 | + 4.0 | 17       |
| 18      | 17  | ジム・ホール             | ロータス-クライマックス | 1:21.8 | + 4.8 | 18       |
| 19      | 26  | ロイド・ルビー           | ロータス-クライマックス | 1:21.8 | + 4.8 | 19       |
| ソース: |     |                          |                         |        |       |          |

### 決勝
| 順位    | No. | ドライバー                                    | コンストラクター        | 周回数 | タイム/リタイア原因 | グリッド | ポイント |
| ------- | --- | --------------------------------------------- | ----------------------- | ------ | ------------------- | -------- | -------- |
| 1       | 15  | イネス・アイルランド                          | ロータス-クライマックス | 100    | 2:13:45.8           | 8        | 9        |
| 2       | 12  | ダン・ガーニー                                | ポルシェ                | 100    | + 4.3               | 7        | 6        |
| 3       | 5   | トニー・ブルックス                            | BRM-クライマックス      | 100    | + 49.0              | 5        | 4        |
| 4       | 2   | ブルース・マクラーレン                        | クーパー-クライマックス | 100    | + 58.0              | 4        | 3        |
| 5       | 4   | グラハム・ヒル                                | BRM-クライマックス      | 99     | + 1 Lap             | 2        | 2        |
| 6       | 11  | ヨアキム・ボニエ                              | ポルシェ                | 98     | + 2 Laps            | 10       | 1        |
| 7       | 14  | ジム・クラーク                                | ロータス-クライマックス | 96     | + 4 Laps            | 6        |          |
| 8       | 6   | ロジャー・ペンスキー                          | クーパー-クライマックス | 96     | + 4 Laps            | 16       |          |
| 9       | 16  | ピーター・ライアン                            | ロータス-クライマックス | 96     | + 4 Laps            | 13       |          |
| 10      | 3   | ハップ・シャープ                              | クーパー-クライマックス | 93     | + 7 Laps            | 17       |          |
| 11      | 21  | オリビエ・ジャンドビアン マステン・グレゴリー | ロータス-クライマックス | 92     | + 8 Laps            | 15       |          |
| Ret     | 19  | ロイ・サルヴァドーリ                          | クーパー-クライマックス | 96     | エンジン            | 12       |          |
| Ret     | 17  | ジム・ホール                                  | ロータス-クライマックス | 76     | 燃料漏れ            | 18       |          |
| Ret     | 26  | ロイド・ルビー                                | ロータス-クライマックス | 76     | マグネット          | 19       |          |
| Ret     | 7   | スターリング・モス                            | ロータス-クライマックス | 58     | エンジン            | 3        |          |
| Ret     | 1   | ジャック・ブラバム                            | クーパー-クライマックス | 57     | オーバーヒート      | 1        |          |
| Ret     | 22  | マステン・グレゴリー                          | ロータス-クライマックス | 23     | ギアボックス        | 11       |          |
| Ret     | 60  | ウォルト・ハンスゲン                          | クーパー-クライマックス | 14     | アクシデント        | 14       |          |
| Ret     | 18  | ジョン・サーティース                          | クーパー-クライマックス | 0      | エンジン            | 9        |          |
| WD      | 23  | ケン・マイルス                                | ロータス-クライマックス |        |                     |          |          |
| ソース: |     |                                               |                         |        |                     |          |          |

ラップリーダー
- 1-5=スターリング・モス、6-15=ジャック・ブラバム、16=モス、17-23=ブラバム、24-25=モス、26-33=ブラバム、34-35=モス、36-38=ブラバム、39-58=モス、59-100=イネス・アイルランド

## ランキング
|   | 順位 | ドライバー                         | ポイント |
| - | ---- | ---------------------------------- | -------- |
|   | 1    | フィル・ヒル                       | 34 (38)  |
|   | 2    | ヴォルフガング・フォン・トリップス | 33       |
|   | 3    | スターリング・モス                 | 21       |
| 1 | 4    | ダン・ガーニー                     | 21       |
| 1 | 5    | リッチー・ギンサー                 | 16       |

|  | 順位 | コンストラクター        | ポイント |
|  | ---- | ----------------------- | -------- |
|  | 1    | フェラーリ              | 40 (52)  |
|  | 2    | ロータス-クライマックス | 32       |
|  | 3    | ポルシェ                | 22 (23)  |
|  | 4    | クーパー-クライマックス | 14 (18)  |
|  | 5    | BRM-クライマックス      | 7        |

- 注:  トップ5のみ表示。ベスト5戦のみがカウントされる。ポイントは有効ポイント、括弧内は総獲得ポイント。